# Крапивно (Гдовский район)
Крапивно — деревня в Гдовском районе Псковской области России. Входит в состав Добручинской волости Гдовского района.

## География
Расположена на правом скалистом берегу реки Плюсса, который высится над уровнем воды на 15 сажень (32 метра). Находится в 20 км к северо-западу от Гдова и в 15 км к юго-востоку от волостного центра, деревни Добручи.

## Население
| 2001 | 2002 | 2010 |
| ---- | ---- | ---- |
| 6    | ↗11  | ↘5   |

Численность населения деревни на 2000 год составляла 6 человек, по переписи 2002 года — 11 человек.

## История
Древние поселения существовали здесь с XII-XVII веков - до нашего времени сохранилось многочисленные жальничные могильники. По берегам реки Крапивенки издревле жили ратники, которые охраняли путь «из варяг в греки». Одним из форпостов стало место впадения речки Крапивенки в реку Плюссу. После того как границы Руси здесь установились, вместо языческих жальников возводились православные церкви. В селе Крапивно возведена церковь Николая Чудотворца (1687 г ). Сгорела 14 августа 1854 года. По свидетельству самого строителя, священника И. Т. Покровского, положение крестьян в ту пору (когда сгорела церковь) было тягостное, а именно: их было 1,800 душ муж. п. (не ревизских, а по церковным книгам) , принадлежавших 28 помещикам; они жили в бедности и, кроме того, испытали два набора рекрутских и один набор ополченцев в крымскую кампанию. Однако, церковь Николая всё же удалось восстановить на пожертвования.
До 1 января 2006 года деревня входила в состав ныне упразднённой Вейнской волости.